# Sonina
Sonina is een plaats in het Poolse district  Łańcucki, woiwodschap Subkarpaten. De plaats maakt deel uit van de gemeente Łańcut en telt 2836 inwoners.